# Tonmast

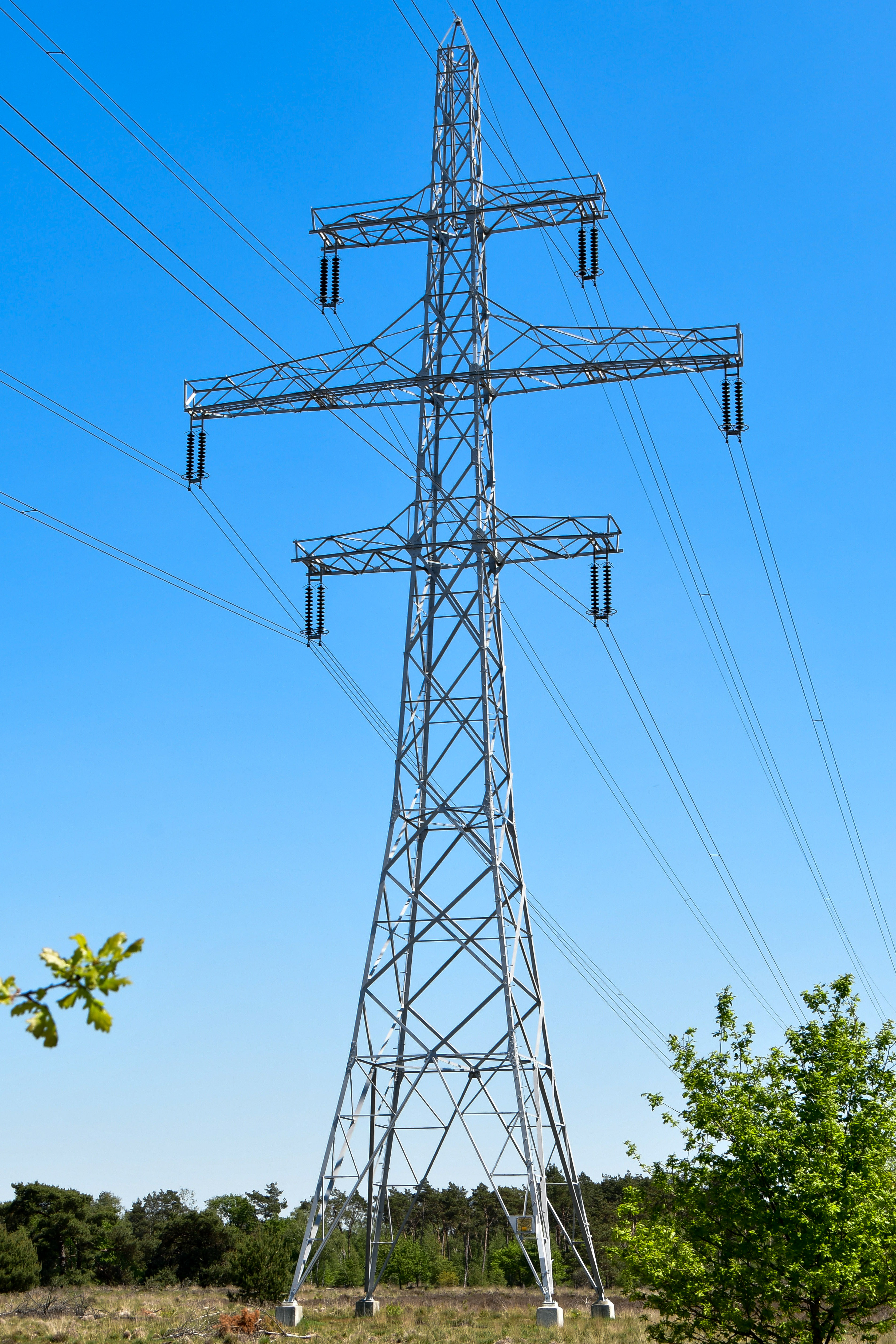
Tonmast met de karakteristieke bredere middelste traverse. De ophangpunten vormen een zeshoek.

Een tonmast of (in België) dubbelvlagmast is een bovengrondse hoogspanningsmast met één toren en drie traversen (een eventuele traverse voor de bliksemdraden niet meegerekend), waarbij middelste traverse is langer dan de bovenste en onderste. 
De onderste traverse is even lang als de bovenste, of kan breder zijn als de mastromp naar beneden toe breder wordt.
De ophangpunten vormen een zeshoek.
Tonmasten dragen meestal twee of vier circuits.
Met enige verbeelding lijken de ophangpunten met hun traversen op een ton. 
De naam "tonmast" is in veel talen in zwang (Duits: Tonne of Tonnenmast, Engels: barrel pylon, Deens: tøndemast), met uitzondering van België, waar men spreekt van dubbelvlagmast, voor zowel tonmasten als drievlaksmasten.
Het enige verschil met een drievlaksmast en een dennenboommast is de lengte van de middelste traverse.	
Het is soms moeilijk om onderscheid te maken tussen dennenboommasten en tonmasten met tapse mast.
De mast kan voorzien zijn van een vierde traverse voor de bliksemdraden.

## Varianten
Er zijn ook masten met tonvorm die niet een, maar twee circuits dragen (de Duitse Doppeltonnenmast), of zelfs complete driefasencircuits (eenvlaksconfiguratie) aan elke arm hebben hangen.
Op die manier kan een tonmast maximaal zes circuits dragen, met in totaal achttien geleiders.
In Duitsland zijn deze masten voor 220kV en 380kV tussen 65 en 75 meter hoog, met een trajectbreedte van 54 meter.
Ook combinaties met circuits in eenvlaksconfiguratie komen voor.

## Verbreiding
Tonmasten worden over de hele wereld gebruikt. 	
Het ontwerp domineert in het Midden-Oosten, Groot-Brittannië, Oost-Europa, stedelijke gebieden in Rusland en delen van Noord-Amerika en Zuid-Amerika.
In Duitsland en Nederland worden ze minder vaak gebruikt.

## Voor- en nadelen
Een tonmast heeft alle voordelen van een drievlaksmast, zoals klein beslag op ruimte en een smal magneetveld aan de grond.
Als de geleiders van twee driefasencircuits zich op de hoekpunten van een regelmatige zeshoek bevinden, en de geleiders in de juist volgorde hangen, zijn de onderlinge capaciteit en inductie minimaal.
Dat heeft tot gevolg dat de transportverliezen zoveel mogelijk verkleind worden, kleiner dan bij welke andere configuratie dan ook.
Nadeel is dat de mast duurder, zwaarder, en iets opvallender is dan drievlaksmasten, door de langere middentraverse.
Bij wijze van compromis kan de zeshoek van de ophangpunten worden versmald.
Ook de hoogte (vergeleken met de kortere donaumast) kan een nadeel zijn.

## Foto's

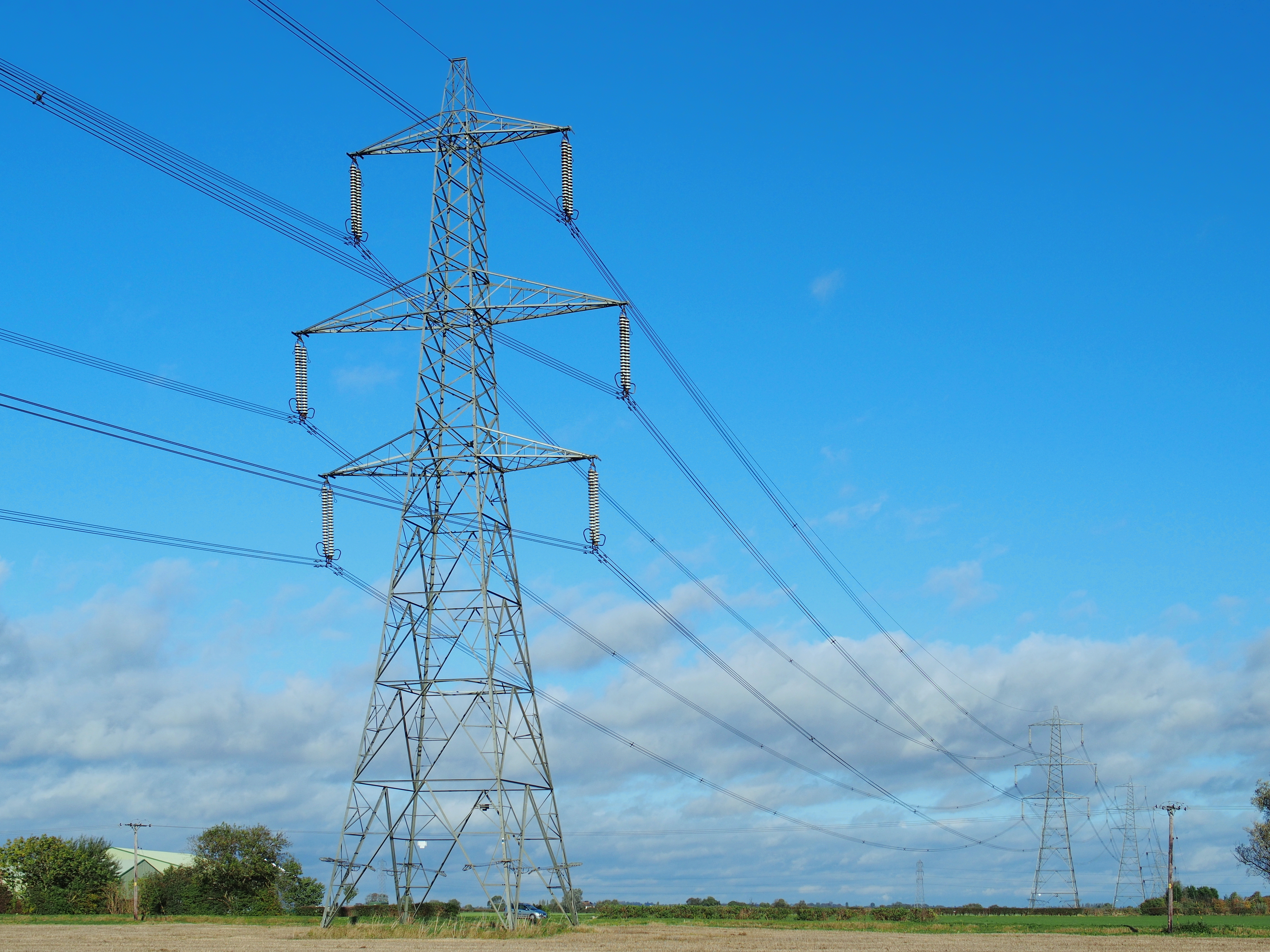
Britse tonmast, zeer veel gebruikt en typerend voor het Britse hoogspanningsnet
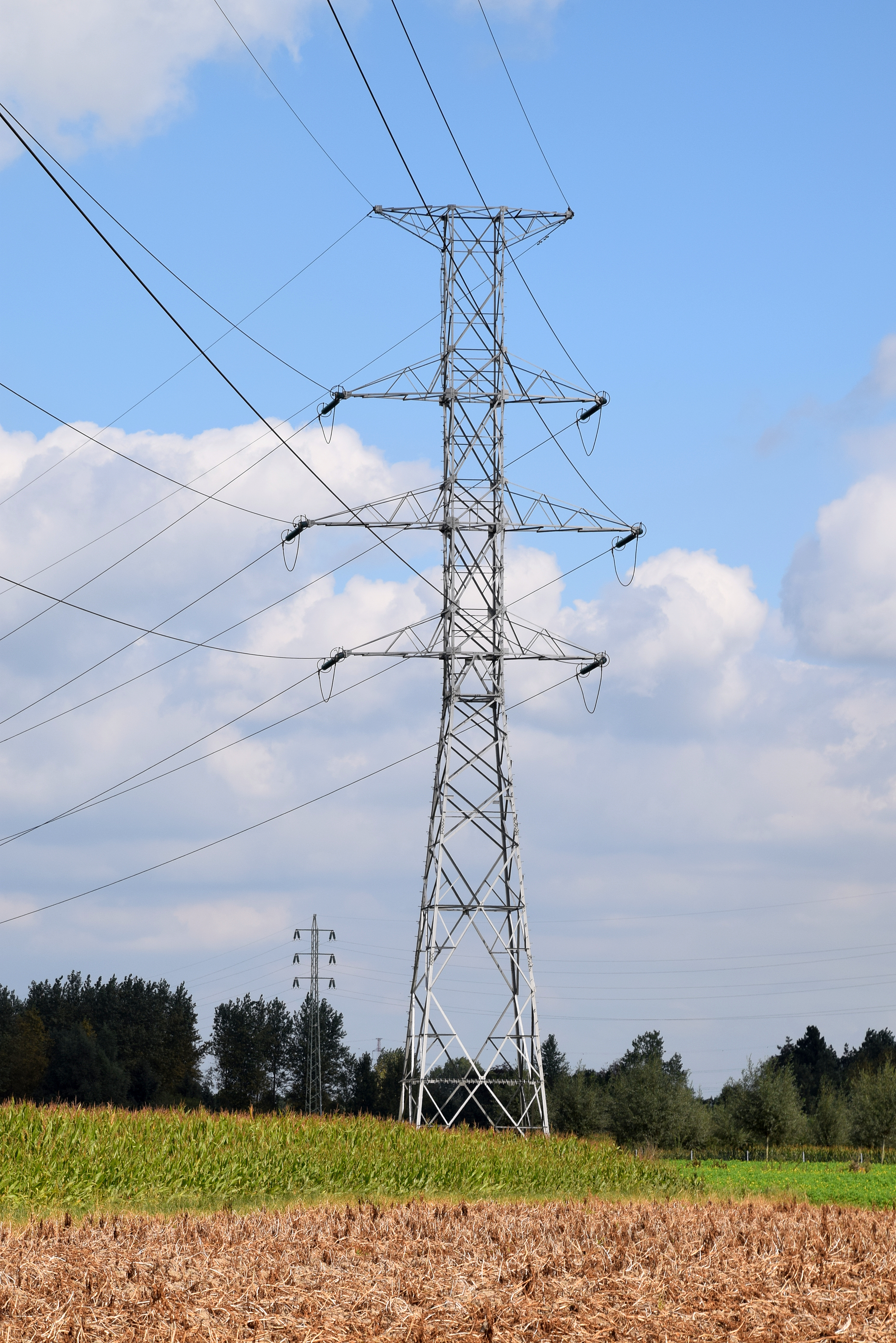
Tonmast met extra traverse voor de bliksemdraden - Waasmunster, België
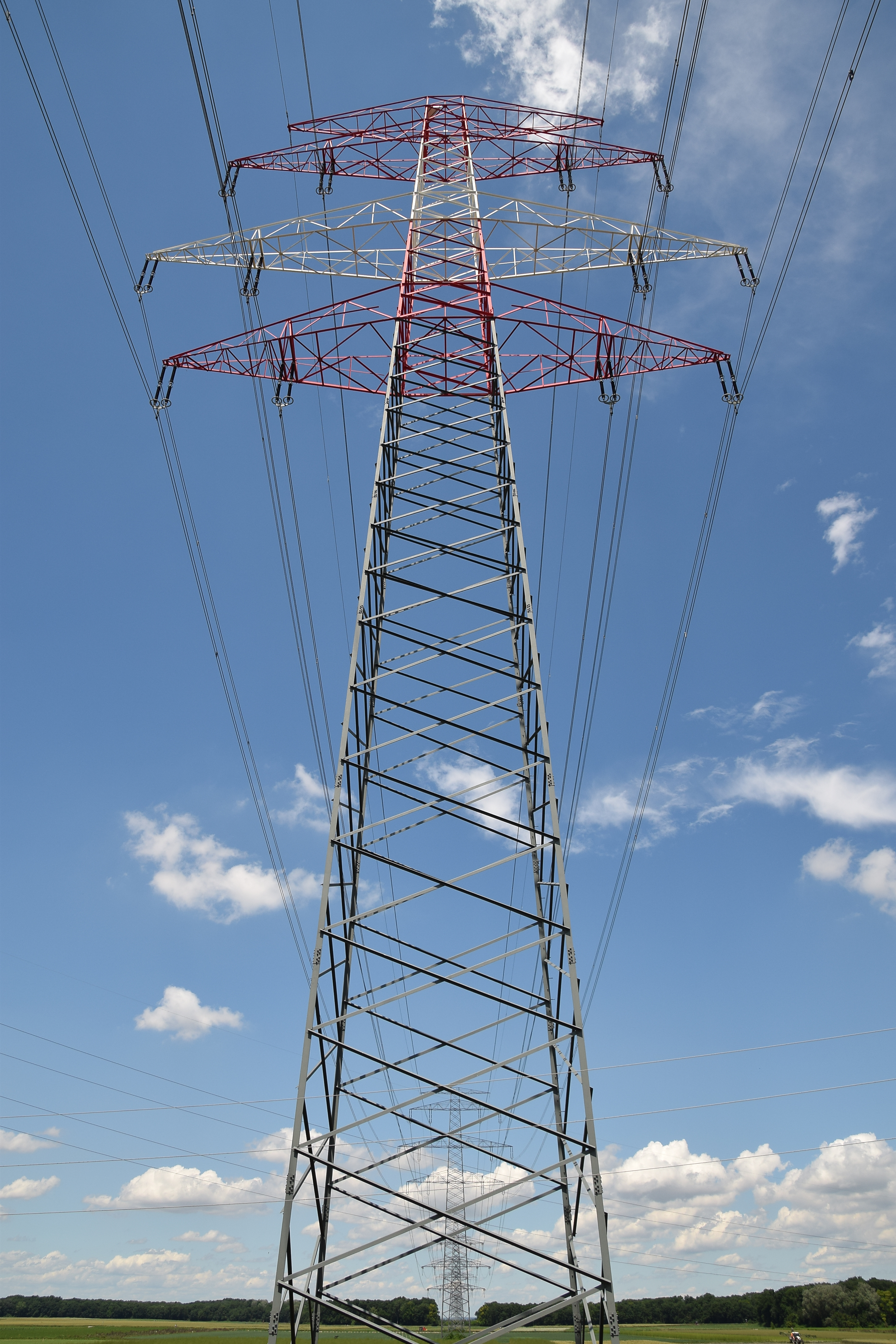
Doppeltonnenmast, twee geleiders aan elke arm, in Oostenrijk
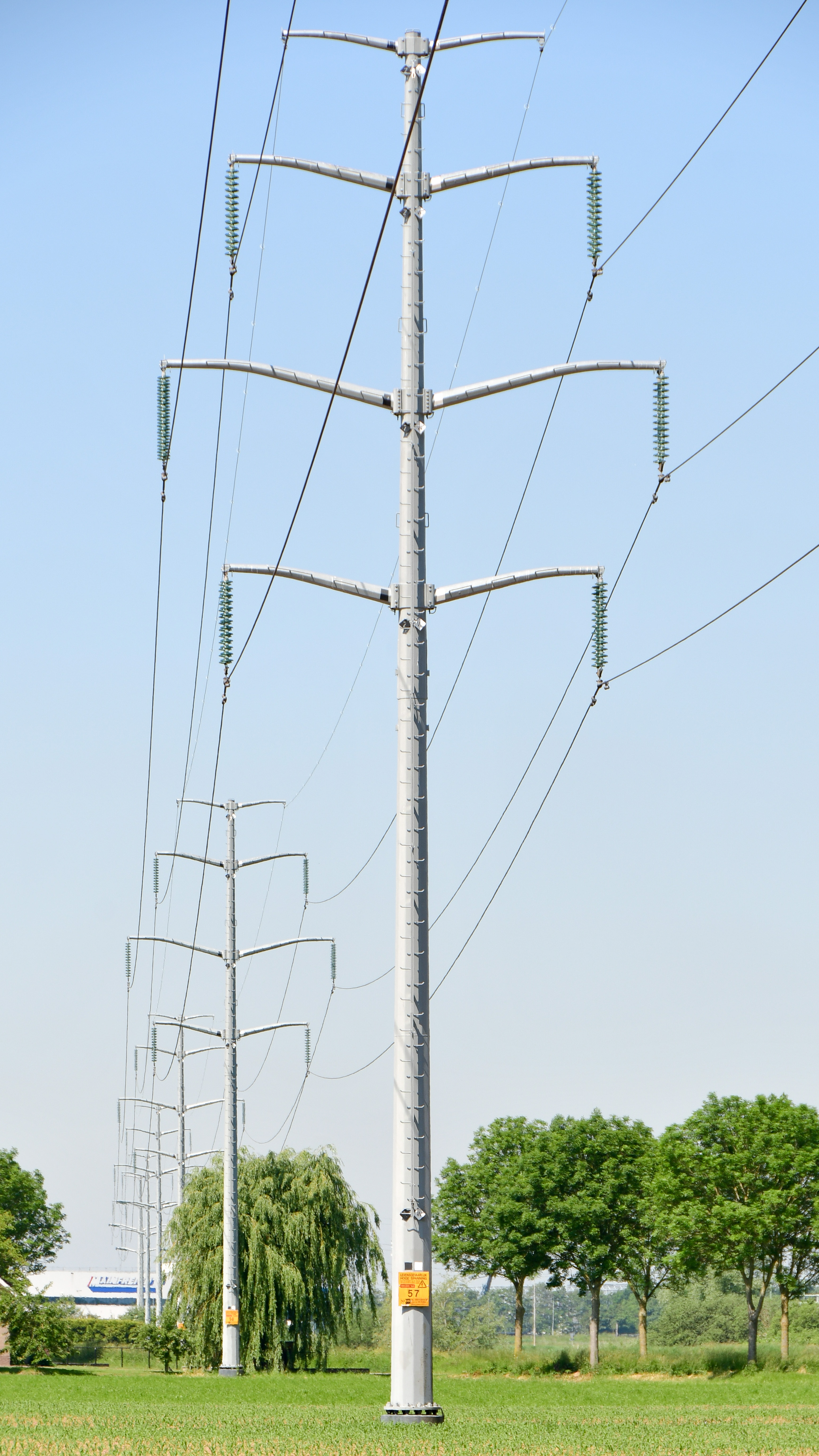
Tonmast (150kV buismast) nabij Zaltbommel, Nederland
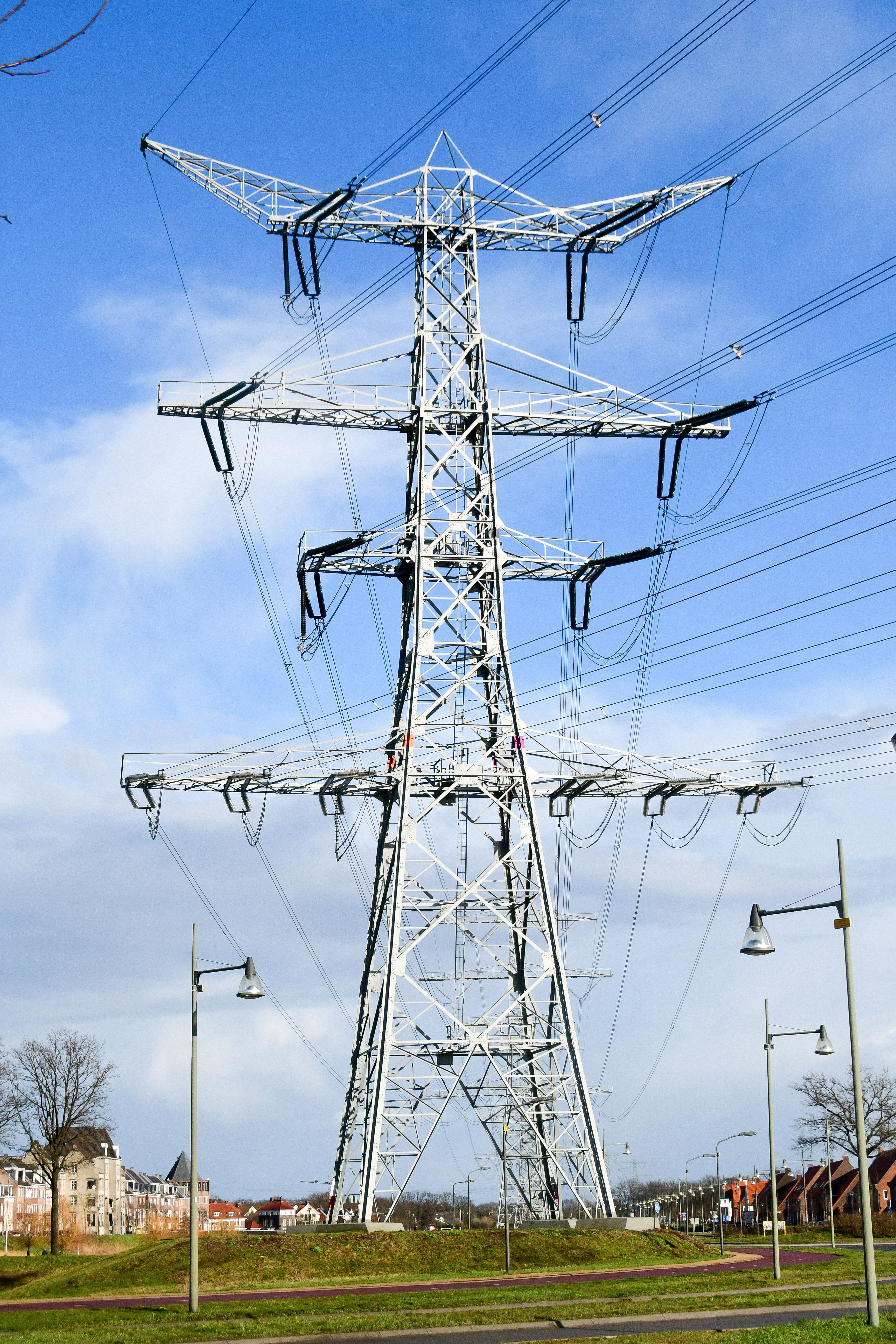
Tonmast gecombineerd met nog twee circuits in eenvlaksconfiguratie

Draadslachtoffers - Driefasespanning - Dwarsregeltransformator - Elektriciteitscentrale - Hoogspanningsleiding - Hoogspanningsnet - Kortsluitingen in hoog- en laagspanningsnetten - Netbeheerder - Onderstation - Scheidingsschakelaar - Vermogenschakelaar - Vermogenstransformatorwikkeling - Vermogenstransformator